# Sanseo-myeon
Sanseo-myeon (koreanska: 산서면) är en socken i kommunen Jangsu-gun i provinsen Norra Jeolla i den södra delen av Sydkorea, 220 km söder om huvudstaden Seoul.